# Rede em árvore

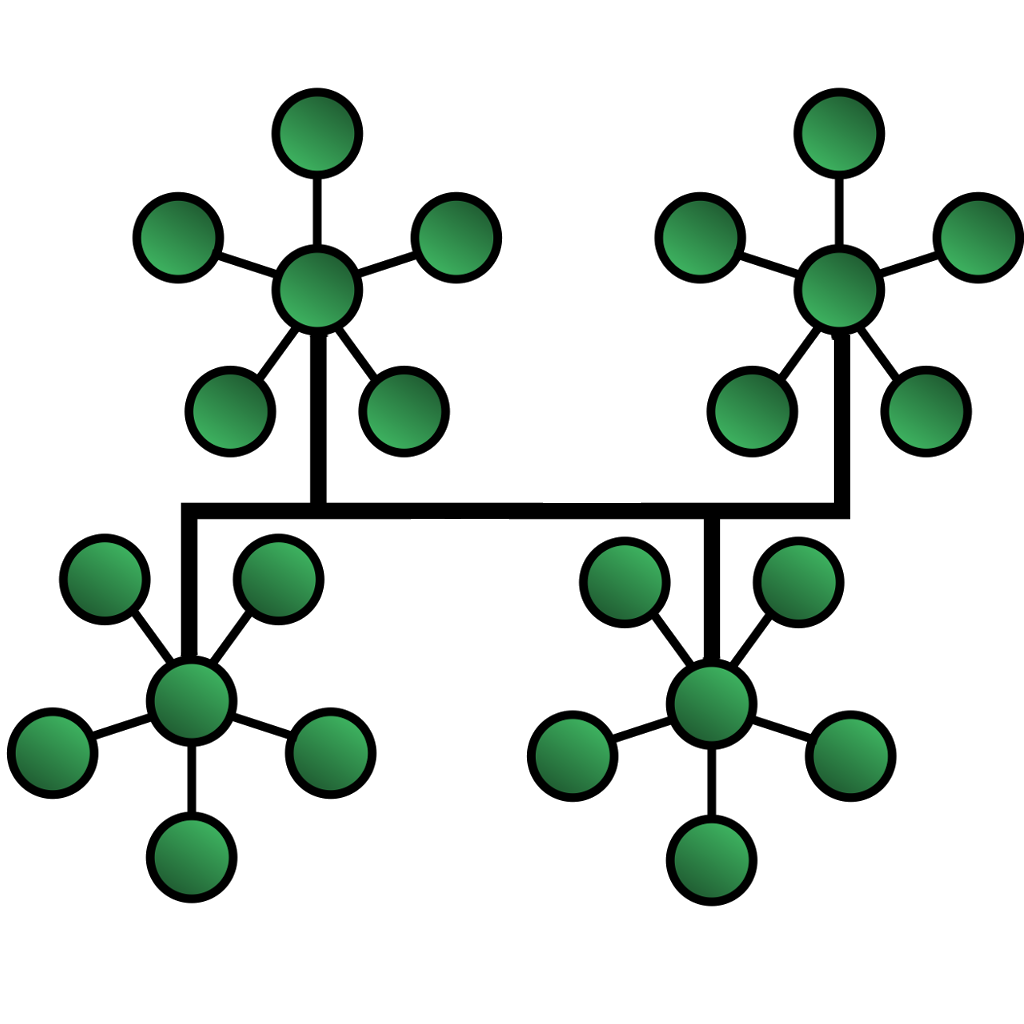
Topologia de rede em árvore

Uma topologia em árvore, ou topologia em barramento em estrela, é uma topologia de rede híbrida na qual as redes em estrela são interconectadas por meio de redes em barramento. As redes em árvore são hierárquicas e cada nó pode ter um número arbitrário de nós filhos.

## Redes em árvore regulares
A topologia de uma rede de árvore regular é caracterizada por dois parâmetros: a ramificação, {\displaystyle d}, e o número de gerações, {\displaystyle G}. O número total de nós, {\displaystyle N}, e o número de nós periféricos {\displaystyle N_{p}}, são dados por
{\displaystyle N={\frac {d^{G+1}-1}{d-1}},\quad N_{p}=d^{G}}

## Redes em árvore aleatórias
Três parâmetros são cruciais na determinação das estatísticas de redes em árvore aleatórias: primeiro, a probabilidade de ramificação, segundo, o número máximo de progênies permitidas em cada ponto de ramificação e, terceiro, o número máximo de gerações que uma árvore pode atingir. Existem muitos estudos que abordam as grandes redes em árvore, porém as redes em árvore pequenas raramente são estudadas.

## Ferramentas para lidar com redes
Um grupo do MIT desenvolveu um conjunto de funções para o Matlab que pode ajudar na análise das redes. Essas ferramentas também podem ser usadas para estudar as redes em árvore.
L. de Weck, Oliver. «Grupo de pesquisa de engenharia estratégica (SERG) do MIT, parte 2» (em inglês). Consultado em 1 de maio de 2018